# عبد الله بن محمد آل معمر
الأمير عبد الله ابن الأمير محمد ابن الأمير معمر هو خامس أمراء إمارة العيينة المعروفين، وقد توفي سنة 1024 للهجرة.